# Martin Wahl (Pharmazeut)
Martin Anton Wahl (* 12. Januar 1956 in Stuttgart; † 7. Dezember 2018) war ein deutscher Pharmazeut und Pharmakologe.

## Leben
Martin Wahl studierte Pharmazie an der Universität Tübingen. 1981 erhielt er die Approbation als Apotheker. 1983 wurde er in Tübingen bei Hermann Ammon mit der Dissertation Untersuchungen zur Beeinflussung des 86–Rubidiumeffluxes Langerhansscher Inseln der Ratte durch Thiole und Thioloxidantien zum Doctor rerum naturalium promoviert. Nach Postdoc als Research Fellow am Rolf-Luft Center for Diabetes Research am Karolinska-Institut in Stockholm bei Per-Olof Berggren und Adnan S. Efendic wurde er 1995 Oberassistent in der Pharmakologie der Universität Tübingen und habilitierte sich im Fach Pharmakologie und Toxikologie. 1998 wurde er Akademischer Rat/Oberrat am Institut für Pharmazeutische Technologie und Biopharmazie und übernahm die Leitung der Arbeitsgruppe Biopharmazie. 2001 erfolgte die Ernennung zum außerplanmäßigen Universitätsprofessor an der Eberhard Karls Universität Tübingen.
Hauptforschungsgebiet waren neben den überkritischen Fluiden die aktive Aufnahme von Wirkstoffen in die Zellen sowie pharmakokinetische und biopharmazeutische Fragestellungen. Wahl war Initiator des Masterstudienganges Pharmaceutical Sciences and Technologies. Er war Mitglied der Deutsche Gesellschaft für Pharmakologie, Arbeitsgemeinschaft Pharmazeutische Verfahrenstechnik, Deutsche Pharmazeutische Gesellschaft, Deutsche Diabetes Gesellschaft und der American Association of Pharmaceutical Scientists.
Wahl war seit 1998 Mitglied des Ritterordens vom Heiligen Grab zu Jerusalem.